# Ángel Ortiz de Villajos
Ángel Ortiz de Villajos Cano (Adra (Almería), 29 de enero de 1898  - Guadarrama (Madrid), 29 de enero de 1952), fue un compositor español de todo tipo de música. Es uno de los mejores y más reconocidos músicos de la provincia de Almería.

## Biografía

### Infancia
Ángel Ortiz de Villajos Cano nació el 29 de enero de 1898 en su domicilio familiar de la Plaza de la Villa (que en 1930 pasó a ser llamada Plaza del Maestro Ortiz de Villajos en Adra. Fue un niño precoz influenciado por la vocación musical de su madre
A los 7 años de edad dio su primer recital de violín y, a los 12, su primer concierto.

### Traslado a Madrid
Años más tarde, en 1915, Villajos tuvo que decidir entre la ingeniería o la música. Marchó a Madrid donde se matriculó en el Conservatorio de Música para estudiar composición con el maestro Tomás Bretón como profesor e ingresando paralelamente en la Academia Alonso Misol. Se especializó en la composición y en el dominio del violín y del piano.
Un tiempo después (1941-1947), enfermo, Ángel abrió una academia de canto en la calle Chinchilla de Madrid. Por allí pasarían figuras como Pepe Blanco, Lilián de Celis, Antoñita Moreno, y una jovencísima Lola Flores, que tenía entonces como nombre artístico “Lolita la Jerezana”.

## Obra

### Principales composiciones
Ángel Ortiz de Villajos Cano fue el auténtico compositor renovador de la canción andaluza en el preciso momento en que ésta se convierte en canción española. Dentro de la canción andaluza hay que destacar de entre sus obras “Cuna Cañí”, que interpretó Pastora Imperio; “El Niño de las Monjas”; “Canta Guitarra”; y la bulería “La Luna Enamorá”, con la que obtiene su último éxito musical, cantada por Estrellita Castro. Se puede decir que estamos ante el padre del charlestón, ya que él lo introdujo en España. De una treintena de títulos sobresalen “Al Uruguay” y “Madre, cómprame un negro” (en alusión a los afroamericanos que llegaron a España para enseñar a bailar este nuevo ritmo).

### En el cine
Compuso música para cine en los albores del cine sonoro. Su música aparece en más de 15 películas (en fechas tan dispares como 1926 y 1990). Además, colaboró con productoras estadounidenses como Paramount o la Fox.
Las últimas películas en las que aparece su música son Ay Carmela (1990), Al Uruguay y Yo soy esa (1990).

## Muerte
Ángel Ortiz de Villajos Cano falleció en Guadarrama, donde alternaba la música con su empleo de Oficial de telégrafos. La tuberculosis acabó con su vida el día que cumplía 54 años de edad (29 de enero de 1952). Sus restos mortales fueron trasladados del cementerio de Guadarrama al de Adra, Almería (enero de 1998) al cumplirse los cien años de su nacimiento, donde descansa en el panteón de ciudadanos ilustres.
Posteriormente al homenaje celebrado en su memoria (1990) en Adra, con la ubicación en la plaza que lleva su nombre de un busto que identifica al maestro y que presidieron sus tres hijos, su hijo Ángel descubrió (1991) una obra inédita de Ángel Ortiz de Villajos titulada “Adra, mi tierra”.
- Datos: Q6173375